# Aphelidium
Aphelidium es un género de hongos unicelulares, microscópicos de la división Aphelidiomycota considerado uno de los linajes de hongos más basales y primitivos. Las especies de Aphelidium son endoparásitos de algas verdes. El género fue descrito por Wilhelm Zopf en 1885.

## Especies
Incluye las siguientes especies:
- Aphelidium deformans
- Aphelidium melosirae
- Aphelidium tribonemae
- Aphelidium chlorococcarum